# Rhaphiolepis
Rhaphiolepis Lindl. è un genere di piante della famiglia delle Rosacee.

## Tassonomia
Il genere comprende le seguenti specie:
- Rhaphiolepis angustissima (Hook.f.) B.B.Liu & J.Wen
- Rhaphiolepis balgooyi (K.M.Wong & Ent) B.B.Liu & J.Wen
- Rhaphiolepis bengalensis (Roxb.) B.B.Liu & J.Wen
- Rhaphiolepis bibas (Lour.) Galasso & Banfi
- Rhaphiolepis brevipetiolata J.E.Vidal
- Rhaphiolepis cavaleriei (H.Lév.) B.B.Liu & J.Wen
- Rhaphiolepis condaoensis (X.F.Gao, Idrees & T.V.Do) B.B.Liu & J.Wen
- Rhaphiolepis × daduheensis (H.Z.Zhang ex W.B.Liao, Q.Fan & M.Y.Ding) B.B.Liu & J.Wen
- Rhaphiolepis deflexa (Hemsl.) B.B.Liu & J.Wen
- Rhaphiolepis dubia (Lindl.) B.B.Liu & J.Wen
- Rhaphiolepis elliptica (Lindl.) B.B.Liu & J.Wen
- Rhaphiolepis ferruginea F.P.Metcalf
- Rhaphiolepis fulvicoma (Chun ex W.B.Liao, F.F.Li & D.F.Cui) B.B.Liu & J.Wen
- Rhaphiolepis glabrescens (J.E.Vidal) B.B.Liu & J.Wen
- Rhaphiolepis henryi (Nakai) B.B.Liu & J.Wen
- Rhaphiolepis hookeriana (Decne.) B.B.Liu & J.Wen
- Rhaphiolepis indica (L.) Lindl.
- Rhaphiolepis integerrima Hook. & Arn.
- Rhaphiolepis jiulongjiangensis P.C.Huang & K.M.Li
- Rhaphiolepis lanceolata Hu
- Rhaphiolepis laoshanica (W.B.Liao, Q.Fan & S.F.Chen) B.B.Liu & J.Wen
- Rhaphiolepis latifolia (Hook.f.) B.B.Liu & J.Wen
- Rhaphiolepis longifolia (Decne.) B.B.Liu & J.Wen
- Rhaphiolepis macrocarpa (Kurz) B.B.Liu & J.Wen
- Rhaphiolepis major Cardot
- Rhaphiolepis malipoensis (K.C.Kuan) B.B.Liu & J.Wen
- Rhaphiolepis merguiensis (J.E.Vidal) B.B.Liu & J.Wen
- Rhaphiolepis oblongifolia (Merr. & Rolfe) B.B.Liu & J.Wen
- Rhaphiolepis obovata (W.W.Sm.) B.B.Liu & J.Wen
- Rhaphiolepis petiolata (Hook.f.) B.B.Liu & J.Wen
- Rhaphiolepis philippinensis (S.Vidal) Kalkman
- Rhaphiolepis platyphylla (Merr.) B.B.Liu & J.Wen
- Rhaphiolepis poilanei (J.E.Vidal) B.B.Liu & J.Wen
- Rhaphiolepis prinoides (Rehder & E.H.Wilson) B.B.Liu & J.Wen
- Rhaphiolepis salicifolia Lindl.
- Rhaphiolepis salwinensis (Hand.-Mazz.) B.B.Liu & J.Wen
- Rhaphiolepis seguinii (H.Lév.) B.B.Liu & J.Wen
- Rhaphiolepis serrata (J.E.Vidal) B.B.Liu & J.Wen
- Rhaphiolepis stipularis (Craib) B.B.Liu & J.Wen
- Rhaphiolepis tengyuehensis (W.W.Sm.) B.B.Liu & J.Wen
- Rhaphiolepis umbellata (Thunb.) Makino
- Rhaphiolepis williamtelliana (Champ. ex Benth.) B.B.Liu & J.Wen
- Rhaphiolepis wuzhishanensis W.B.Liao, R.H.Miau & Q.Fan

Nel genere sono state recentemente inglobate 36 specie in precedenza inquadrate nel genere Eriobotrya che è stato posto in sinonimia con Rhaphiolepis. Tra di esse vi è il nespolo del Giappone, in prededenza denominato Eriobotrya japonica, che nell'attuale schema di classificazione prende il nome di Rhaphiolepis bibas